# ملودی (ترانه)
ملودی چهاردهمین تک‌آهنگ از خوانندۀ ایرانی-سوئدی، آرش است که در مرداد ماه سال ۱۳۹۰ خورشیدی منتشر شد. ناشر این ترانه PMC Records و سبک این آهنگ الکتروپاپ است.
ملودی مدتی پس از انتشارش در سال ۲۰۱۱ به جدول ۴۰ ترانهٔ برتر سان اف‌ام راه یافت و چندین هفته در آن جدول باقی ماند.
نوآوری این ترانه در آن بود که آرش از مردم خواسته بود از خواندن این ترانه توسط خودشان موزیک ویدئو درست کنند و برایش بفرستند که در موزیک ویدئوی خود از آن ویدئوها استفاده کند.
موسیقی این آهنگ نخستین‌بار توسط DJ Mendez در آهنگی با نام ژوزفین (Josephine) اجرا شده‌است و آرش آن را کاور کرده‌است.

## موزیک ویدئو
آرش در PMC Music از طرفدارانش خواست تا از خواندن این ترانه توسط خودشان موزیک ویدئو درست کنند و برایش بفرستند که در موزیک ویدئو خود از آن ویدئوها استفاده کند. سرانجام در اوایل مهرماه ۱۳۹۰ ویدئو این ترانه به صورت اختصاصی از شبکه PMC Music منتشر شد.
در این ویدئو لحظه‌های کمی خود آرش، بیس‌هانتر، دی‌جی علی‌گیتور، کامرون کارتیو و الک کارتیو نیز حضور دارد.